# Růžov (Ledenice)

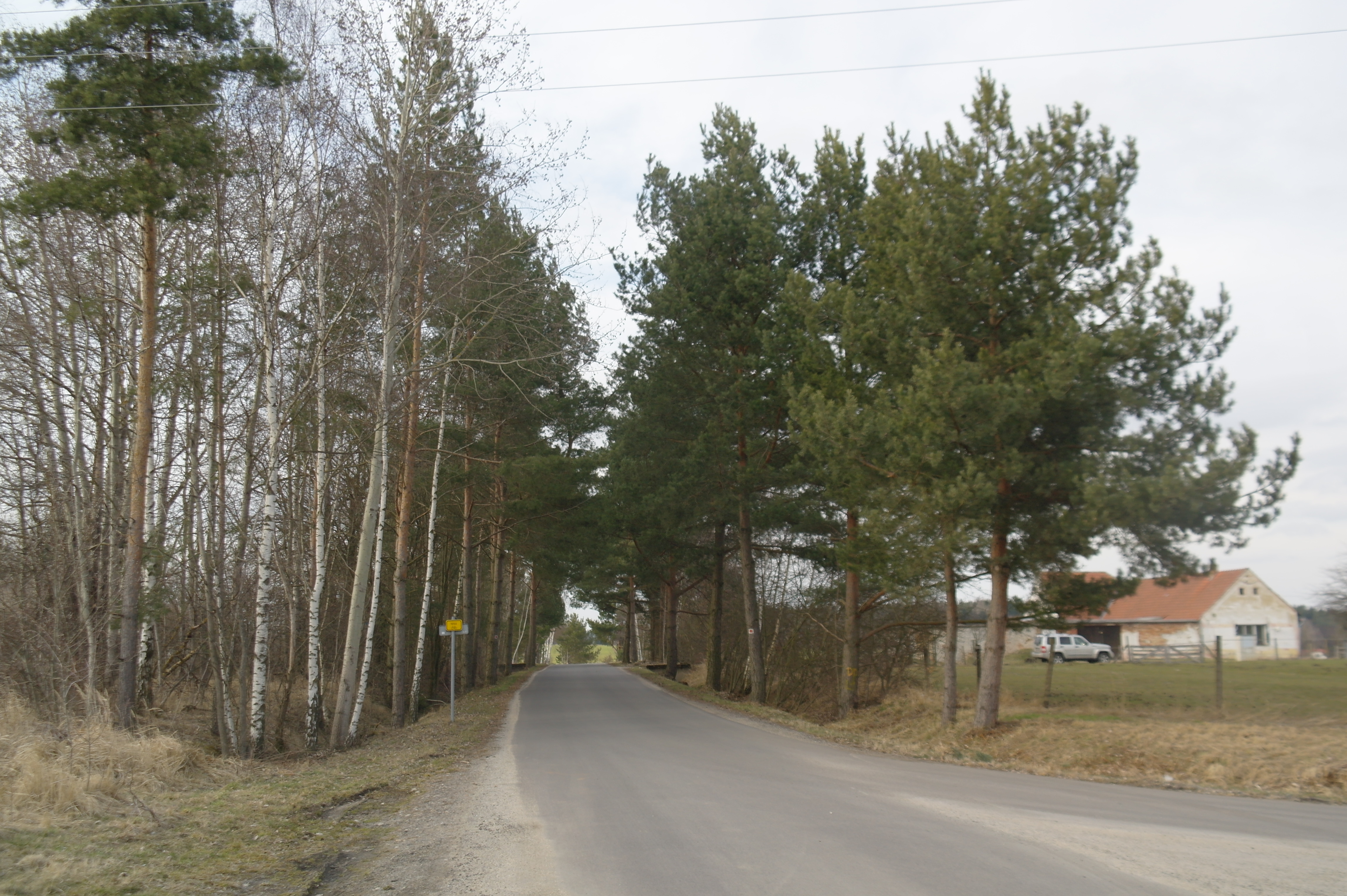
Straße nach Ledenice

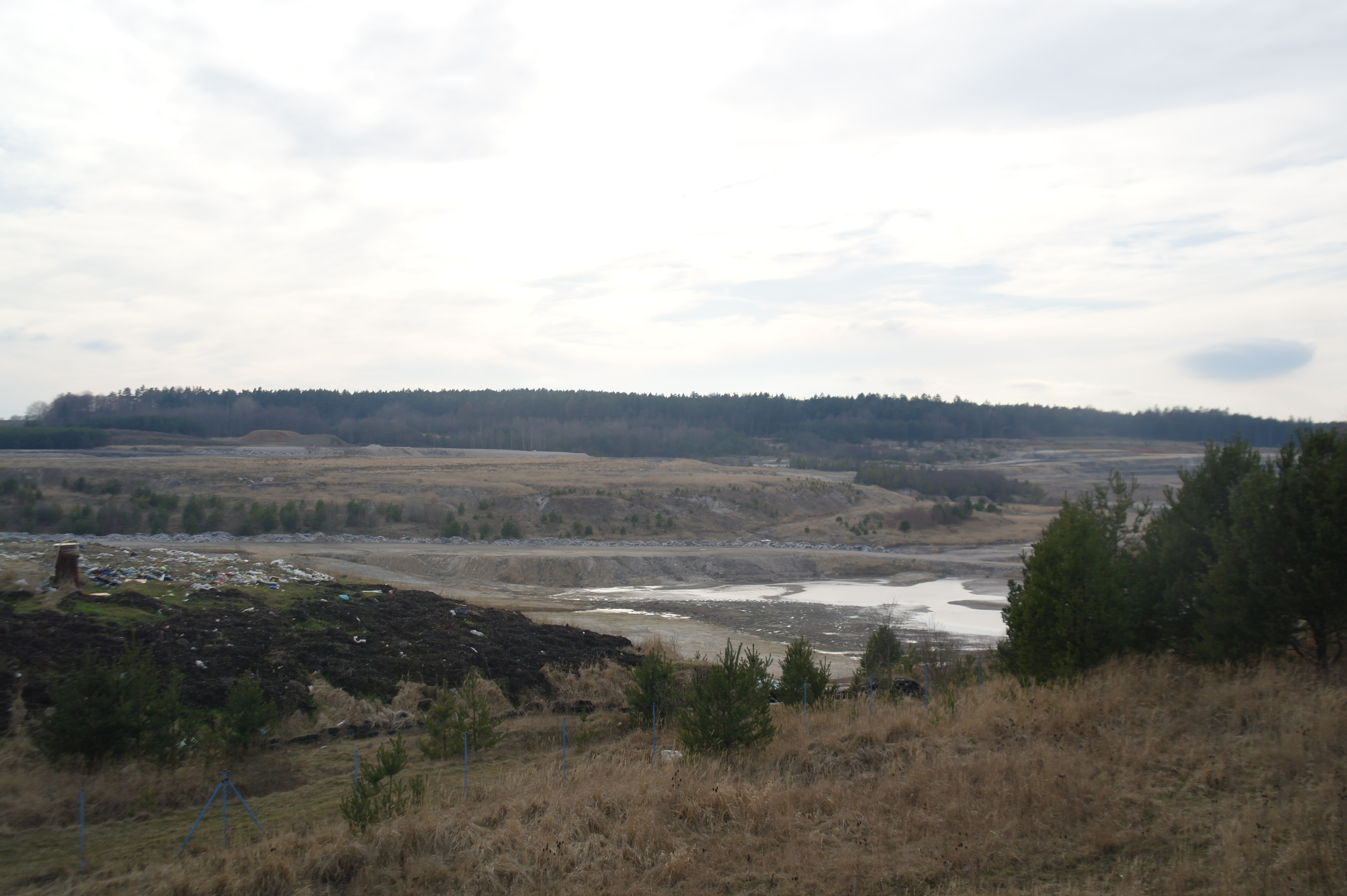
Tagebau und Mülldeponie

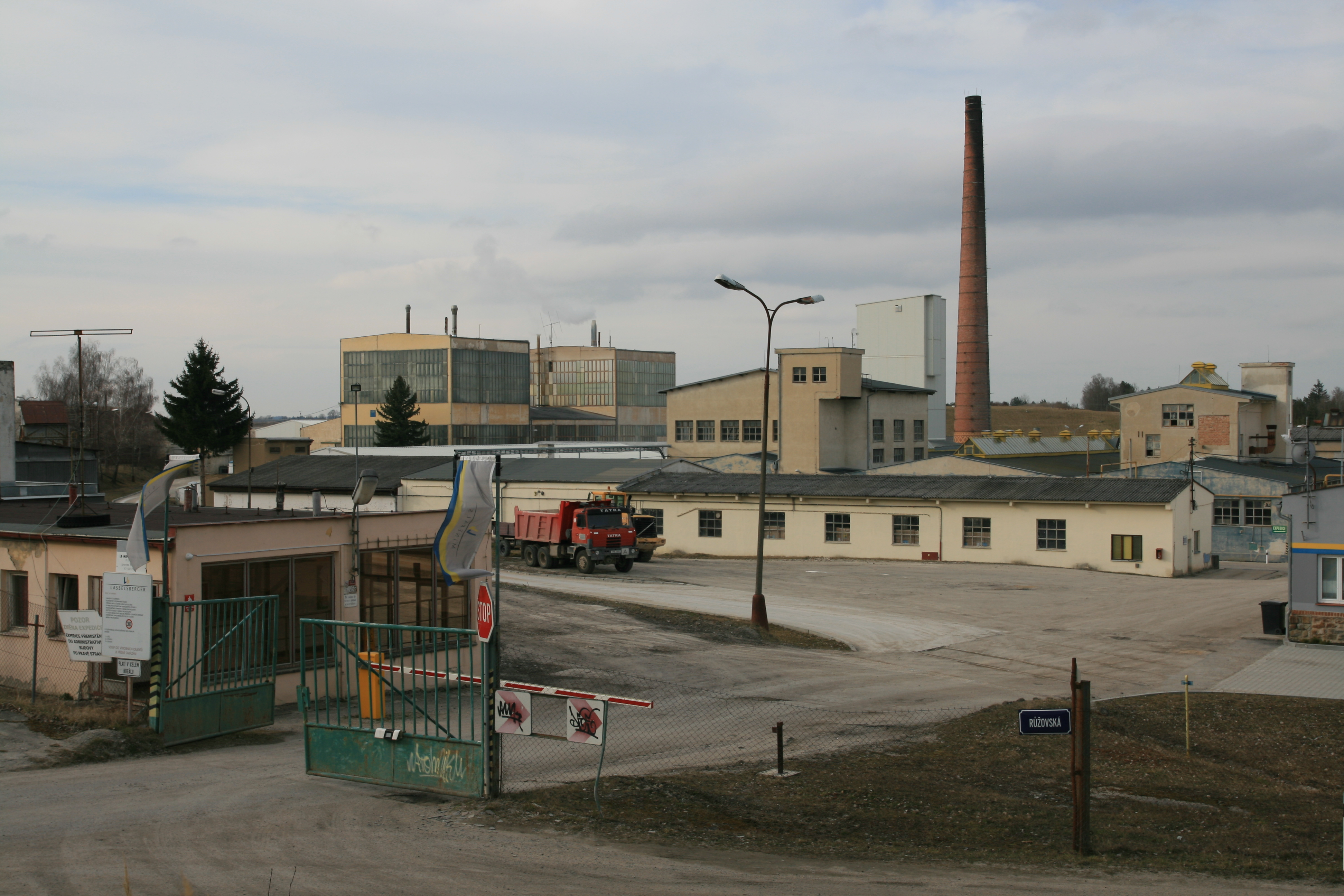
Werksanlagen der LB Minerals

Růžov (deutsch Rosenstein) ist ein Ortsteil der Minderstadt Ledenice (Ledenitz) in Tschechien. Das Dorf liegt zweieinhalb Kilometer südöstlich von Ledenice und gehört zum Okres České Budějovice. Bei Růžov besteht die größte Kieselgurlagerstätte des Landes.

## Geographie
Das Zeilendorf Růžov befindet sich auf einer Anhöhe zwischen den Quellmulden der Bäche Růžovský potok und Chrastský potok im Süden der Lischauer Schwelle (Lišovský práh). Westlich liegt der Tagebau Růžov, dahinter erheben sich die Vápenice (541 m n.m.) und der Vápenický kopec (Wapenitzberg; 555 m n.m.). Gegen Nordosten erstreckt sich ein ausgedehntes Waldgebiet.
Nachbarorte sind Vlkovice (Wlkowitz) und Slavošovice (Slaboschowitz) im Norden, Libín (Libin), Spolí (Spoli) und Petrovice (Petrowitz) im Nordosten, Chrastí und Vrcov (Wrzau) im Osten, Hluboká u Borovan (Hluboka) und Nový Dvůr (Neuhof) im Südosten, Borovany (Forbes) im Süden, Radostice (Radostitz), Stašek, Pikov und Nováček im Südwesten, Mysletín (Misletin) im Westen sowie Ohrazeníčko (Deutsch Baumgarten) und Ledenice im Nordwesten.

## Geschichte
Ab 1794 ließ der Besitzer der Herrschaft Wittingau, Joseph II. Fürst von Schwarzenberg, an der Nordseite des von Budweis über Suchenthal nach Schwarzbach im Erzherzogtum Österreich unter der Enns führenden Zigeunerweges (Cikánka) auf herrschaftlichen Hutweiden eine Hofzeile anlegen. Die im Stil der regionaltypischen Vierseithöfe errichteten Hofstellen dienten als Unterkünfte für die herrschaftlichen Forstarbeiter und wurden mit geringen Gartenparzellen ausgestattet, die vor den Höfen am Zigeunerweg lagen. Erstmals urkundlich erwähnt wurde die Kolonie Rosenstein im Jahre 1806.
Im Jahre 1840 bestand das im Budweiser Kreis gelegene Dominikaldorf Rosenstein bzw. Růžow aus 22 Häusern mit 167 tschechischsprachigen Einwohnern. Im Ort gab es ein Einkehrhaus, das auch das größte Gebäude des Dorfes war. Pfarr- und Schulort war Ledenitz. Bis zur Mitte des 19. Jahrhunderts blieb Rosenstein der Fideikommissherrschaft Wittingau untertänig.
Nach der Aufhebung der Patrimonialherrschaften bildete Růžov / Rosenstein ab 1850 einen Ortsteil der Marktgemeinde Ledenice / Ledenitz im Gerichtsbezirk Lischau. 1868 wurde das Dorf dem Bezirk Budweis zugeordnet. Im Jahre 1869 bestand Růžov aus 23 Häusern und hatte 147 Einwohner. Auf dem Dach des Ausspann (Haus Nr. 14) wurde 1873 ein Glockentürmchen errichtet. Neben dem Ausspann entstand später ein Spritzenhaus. 1898 begann westlich des Dorfes der Abbau von feuerfestem Ton, später auch von Kieselgur. Im Jahre 1900 hatte Růžov 149 Einwohner, 1910 waren es 117.
Nach dem Ersten Weltkrieg zerfiel der Vielvölkerstaat Österreich-Ungarn, das Dorf wurde 1918 Teil der neu gebildeten Tschechoslowakischen Republik. Die Forbesser Kieselgur, Tonwerke A.G. wurde 1919 mit den südböhmischen Betrieben von Kleiner & Bockmayer und den Matausch-Werken zur Calofrig a. s. vereinigt. Beim Zensus von 1921 lebten in den 23 Häusern des Dorfes 126 Tschechen. 1930 lebten in den 24 Häusern von Růžov 111 Personen. Nach dem Münchner Abkommen verblieb Růžov / Rosenstein im Oktober 1938 bei der Tschechoslowakei; zwischen 1939 und 1945 gehörte das Dorf zum Protektorat Böhmen und Mähren. Nach dem Ende des Zweiten Weltkrieges kam Růžov zur wiedererrichteten Tschechoslowakei zurück. 1949 wurde das Dorf Teil des neu gebildeten Okres Trhové Sviny. 1950 bestand Růžov aus 25 Häusern und hatte 96 Einwohner. Der Tagebau der Calofrig wurde in dieser Zeit weiter ausgedehnt und reichte schließlich bis an das Dorf. Im Zuge der Gebietsreform von 1960 wurde Růžov dem Okres České Budějovice zugeordnet. Im Jahre 1970 lebten in den zwölf Häusern von Růžov zwölf Personen. Nach 1971 erfolgte für eine Tagebauerweiterung der Abriss des größten Teils des Dorfes. Erhalten blieben sieben Häuser sowie die nördlich gelegene Häusergruppe um das ehemalige Hegerhaus. 1991 lebten in den 14 Häusern des Dorfes elf Personen. Seit 1998 wird ein Teil des Tagebauloches als Deponie für Kommunalabfälle genutzt. Im Jahre 1999 stieg die Lasselsberger Holding International als Aktionär bei der Calofrig a. s. ein, zwei Jahre später übernahm die Lasselsberger GmbH das Unternehmen vollständig. Die Calofrig a. s. wurde 2007 mit weiteren tschechischen Werken von Lasselsberger zur LB Minerals fusioniert. Beim Zensus von 2011 hatte Růžov 29 Einwohner und bestand aus 24 Wohnhäusern.

## Ortsgliederung
Der Ortsteil Růžov ist Teil des Katastralbezirkes Ledenice.

## Persönlichkeiten

### Söhne und Töchter des Ortes
- František Jílek-Oberpfalcer (1890–1973), Sprachwissenschaftler, Übersetzer und Hochschullehrer an der Karls-Universität

### Im Ort wirkten und lebten
- František Strnad (1887–1967), der Funktionär der Tschechischen Sozialdemokratischen Partei in Österreich, Generalsekretär des Tschechoslowakischen Zentralkomitees in Wien, und Buchautor wuchs bei seiner Mutter in Růžov auf.[4]